# 583 г. пр.н.е.

## Събития

### В Азия

#### Във Вавилония
- Навуходоносор II (605 – 562 г. пр.н.е.) е цар на Вавилония.[1]

#### В Мидия
- Астиаг (585/4 – 550/9 г. пр.н.е.) е цар на Мидия.[2]

### В Африка

#### В Египет
- Фараон на Египет e Априй (589 – 570 г. пр.н.е.).[3]

#### В Киренайка
- Бат II (583 – 560 г. пр.н.е.) наследява баща си Аркесилай I (600 – 583 г. пр.н.е.) като владетел на Кирена. Под неговото управления селището се разширява значително след като пристигат нови заселници от Пелопонес, Крит и Егейските острови.[4]

### В Европа
- Около тази година завършва периода, в който Коринт е управляван от тирани.[5]

## Починали
- Аркесилай I, цар на Кирена